# Gornji Crnač
Gornji Crnač je naseljeno mjesto u gradu Širokom Brijegu, Federacija Bosne i Hercegovine, BiH.
Gornji Crnač s Donjim Crnčom, bez zaseoka Solde, smještenog iznad Izbičkog polja, pripada župi „Presvetog srca Isusova“.

## Stanovništvo

### 1991.
Nacionalni sastav stanovništva 1991. godine, bio je sljedeći:
ukupno: 473
- Hrvati - 467
- ostali, nepoznati i neopredijeljeni  - 6

### 2013.
Nacionalni sastav stanovništva 2013. godine, bio je sljedeći:
ukupno: 183
- Hrvati - 183